# Lovrenc na Pohorju község
Lovrenc na Pohorju község (szlovén nyelven Občina Lovrenc na Pohorju) Szlovénia 212 alapfokú közigazgatási egységének, azaz községének egyike a Podravska statisztikai régióban, Maribortól nyugatra, a Pohorje-hegységben. Adminisztratív központja Lovrenc na Pohorju település. A község a történelmi szlovén Stájerország (Štajersko) régió része.

## A községhez tartozó települések
A községhez Lovrenc na Pohorju székhelyen kívül a következő települések tartoznak:
- Činžat
- Kumen
- Puščava
- Rdeči Breg
- Recenjak
- Ruta

## Népesség
| Lakosok száma | 3139 | 3123 | 3121 | 3130 | 3120 | 3104 | 3094 | 3026 | 2974 | 2982 |
|               | 2008 | 2009 | 2011 | 2012 | 2013 | 2015 | 2016 | 2017 | 2019 | 2020 |